# 園原屋正助
園原屋 正助（そのはらや しょうすけ、生没年不詳）とは江戸時代末期から明治時代にかけての地本問屋。

## 来歴
園正、海寿堂と号す。丸山氏。嘉永から明治期に活動した。嘉永期に橋本町2丁目安兵衛店、後に神田佐久間町3丁目善兵衛店で地本問屋を営業するが、安政2年（1855年）、隠し彫りの一件で所払いとなった。神田松下町、後に文久1年（1861年）6月には柳原新地金蔵地借にて明治まで地本問屋を営業している。地本草紙問屋仮組（新組）の一軒。歌川貞秀、4代歌川国政の錦絵を出版している。また万延1年（1860年）11月、書物問屋に加入している。

## 作品
- 歌川貞秀 「東海道近江八景一覧之図」 大判3枚続 文久3年（1863年）国立国会図書館所蔵
- 歌川貞秀 「墨利堅国大船之図」 大判6枚続 元治1年（1864年）
- 歌川貞秀 「大調練之図」 大判5枚続 慶応2年（1866年）
- 4代歌川国政 「聖徳太子御開帳諸職人出迎図」 明治8年[1]